# Rio Itapicuru-Mirim
O Rio Itapicuru-Mirim é um rio brasileiro que banha o estado da Bahia, é um afluente do Rio Itapicuru. Em 2012 foi considerado como o segundo rio mais poluído no Brasil, foram encontrados plásticos, papel entre outros objetos jogado no rio. Teve o segundo pior desempenho superado pelo Rio Criciúma.
Junto com o Rio Catu, foi avaliado como o segundo pior rio da Bahia.

## Histórico
É um rio temporário, com nascente no município de Miguel Calmon, no piemonte norte da Chapada Diamantina. A única cidade banhada por este rio é Jacobina, onde também ocorre os problemas de poluição do rio.